# Tomomi Nishimoto
Tomomi Nishimoto, (japanska: 西本智実?, Nishimoto Tomomi), född 22 april 1970 i Osaka, är en japansk dirigent.